# Korčula (by)
 For alternative betydninger, se Korčula. (Se også artikler, som begynder med Korčula)
Korčula (italiensk: Curzola) er en by på østkysten af øen Korčula, i Kroatien, i Adriaterhavet.

## Befolkning
Byen Korčula har en samlet befolkning på 5.663 i følgende individuelle bebyggelser:
- Čara, befolkning 616
- Korčula, indbyggertal 2.856
- Pupnat, indbyggertal 391
- Račišće, befolkning 432
- Žrnovo befolkning 1.368

## Om byen
Den gamle by er omgivet af mure, og gaderne er arrangeret i et sildebensmønster, der tillader fri luftcirkulation, men beskytter mod hård vind. Korčula er tæt bygget på et forbjerg, der vogter det smalle sund mellem øen og fastlandet. Det var indtil det 18. århundrede, forbudt at bygge uden for murene, og trævindebroen blev først udskiftet i 1863. Alle Korčulas smalle gader er trappetrin med den bemærkelsesværdige undtagelse af gaden, der løber langs den sydøstlige mur. Gaden kaldes Tankernes Gade, da man ikke behøvede at bekymre sig om trapperne.

## Historiske steder
Blandt byens historiske steder er den centrale romansk - gotiske katedral St. Markus (bygget fra 1301 til 1806), franciskanerklosteret fra det 15. århundrede med et venetiansk gotisk kloster, borgerrådskamrene, paladset for de tidligere venetianske guvernører, paladser for lokale handelsmænd fra det 15. og 16. århundrede og de massive befæstninger af byen. Korčula er kandidat til at blive verdensarvssted.

## Galleri
- Sankt Nicholaskirken
- Bymure ved solopgang
- Udsigt over byen
- Moreška
- Solnedgang over Korčula
- Korčula bymure